# بزرگراه شهید کشوری (اصفهان)
بزرگراه شهید کشوری بزرگراهی در جنوب شهر اصفهانِ ایران است که ورودیِ جنوبیِ شهر اصفهان را به میدان شهید قوچانی متصل می‌کند. در این بزرگراه تردد خودروهای سنگین و کامیون ممنوع است.